# Tacite
Tacite ist die Bezeichnung einer französischen Höhenforschungsrakete. Die Tacite wurde von 1965 bis 1968 viermal von der Ile de Levant und von Biscarrosse gestartet. Die Tacite war eine einstufige Feststoffrakete. Die Nutzlast betrug 285 kg, die Gipfelhöhe 160 km, der Startschub 170.000 kN, die Startmasse 2000 kg, der Durchmesser 0,56 m und die Länge 7,80 m.